# مانشستر سيتي موسم 1894–95
موسم 1894–95 هو الموسم الرابع لنادي مانشستر سيتي لكرة القدم في دوري كرة القدم الإنجليزية والموسم الثالث في دوري كرة القدم الإنجليزية.
في موسمهم الأول بعد إصلاح نادي أردويك إيه إف سي ليصبح مانشستر سيتي، كان أداء الفريق أفضل إلى حد ما مقارنة بموسمهم السابق، بما في ذلك تسجيل نتيجة قياسية في الدوري بلغت 11-3 على أرضه ضد لينكولن سيتي، على الرغم من أنه في هذا الموسم رفض مانشستر سيتي للمرة الوحيدة في تاريخه دخول كأس الاتحاد الإنجليزي (في الموسم التالي دخلوا ولكن اختاروا الانسحاب لاحقًا). ويمثل هذا الموسم أيضًا أول موسم يضم أسطورة النادي بيلي ميريديث في قائمة الفريق - ويمكن القول إنه أول لاعب في مانشستر سيتي يتمتع بمكانة أسطورية (من حيث الترتيب الزمني)، وكان أول موسم يسجل فيه لاعب أكثر من عشرة أهداف على مدار موسم واحد، ويرجع ذلك جزئيًا إلى الحجم المتزايد لدوري الدرجة الثانية لكرة القدم.

## طقم الفريق
|  |